# Elovanoide

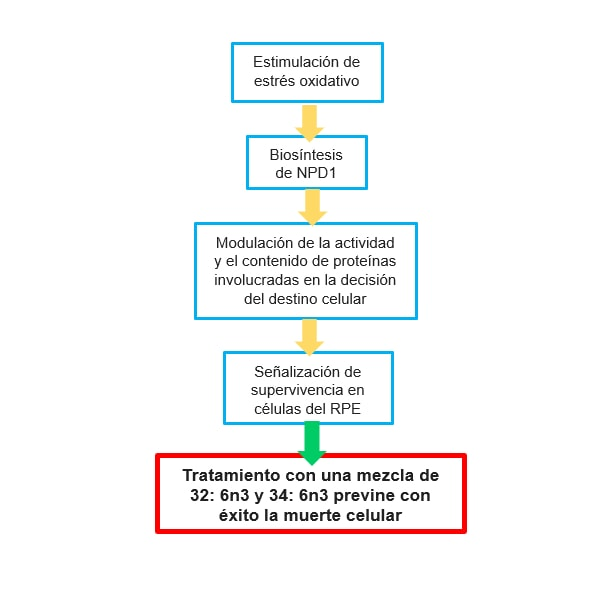
La estimulación del estrés oxidativo inicia la oxigenación enzimática del DHA mediante la activación de 15-lipoxigenasa-1 (15-LOX-1) 44, lo que conduce a la biosíntesis de NPD1, un mediador lipídico de respuesta al estrés derivado del DHA. Esto induce la señalización de supervivencia en las células del RPE enfrentadas con el estrés oxidativo, promoviendo la modulación de la actividad y el contenido de las proteínas directamente involucradas en la decisión del destino celular.
El tratamiento con una mezcla de 32: 6n3 y 34: 6n3,
precursores de ELVs, evita la muerte celular.

Los elovanoides, también llamados ELVs, son los primeros mediadores lípídicos sintéticos bioactivos y mensajeros químicos específicos con una cadena de tamaño de 32 y 34 carbonos. Se han clasificado dos tipos de elovanoides: el ELV-N32 y el ELV-N34, cadenas de ácidos grasos muy largas con gran importancia biológica y aplicación médica.
Son necesarios para la signalización neuroprotectiva y la regeneración celular. Su tamaño es crucial para el buen funcionamiento de estos mediadores, en la protección celular entre las células epiteliales del pigmento de la retina humana (hRPE) y células fotorreceptoras.
Fueron descubiertos recientemente por un equipo de investigadores y presentados en el artículo Elovanoids are novel cell-specific lípid mediators necessary for neuroprotective signaling for photoreceptor cell integrity, publicado el 13 de julio de 2017 en la revista científica Nature.

## Descubrimiento
El equipo de investigación descubrió y diseñó una estructura para esta nueva clase de moléculas usando materiales sintéticos producidos por síntesis química estereocontrolada. Trabajando con cultivos neuronales de la corteza cerebral y del hipocampo, se descubrió que los elovanoides no solo favorecen la supervivencia y la protección de las neuronas, sino que también mantienen su estabilidad.
Proceden de otros mediadores como el ácido eicosapentaenoico, (EPA), derivado del DHA, que consta de una cadena de 22 carbonos. Es una molécula sobre la que actúa la enzima ELOV4, la cual se expresa en las células fotorreceptoras y genera ácidos grasos poliinsaturados que presentan cadenas muy largas (más de 28 átomos de carbono), entre ellos, el VLC-PUFAs n-3. Mutaciones en esta enzima están asociadas con la pérdida de visión y disfunción neuronal.
Esta investigación revela además,un gran avance en la comprensión de cómo las células se protegen del daño inminente.(Para más detalles,véase el apartado Aplicación).
Se prevé que en un futuro estas nuevas moléculas colaboren en el desarrollo de nuevas terapias o tratamientos para muchas enfermedades neurodegenerativas.

## Estructura
Los elovanoides tienen una estructura lineal, de cadenas de ácidos grasos omega-3 poliinsaturadas muy largas, de 32 (ELV-N32) y 34 (ELV-N34) carbonos respectivamente. Estos lípidos tienen un grupo carboxílico en un extremos de la cadena y dos grupos hidroxilo estereoespecíficos localizados al otro extremo de la cadena - dihidroxilados.
Las cadenas características largas de los elovanoides son la razón por la cual estos nuevos mediadores lípidos son tan potentes y eficaces, dado que cuanto más larga es la cadena, más estables es la biomolécula y sus interacciones con otras.

### ELV-N32
(14Z,17Z, 20R, 21E, 23E, 25Z, 27S, 29Z)-20, 27-dihidroxido-triaconta-14,17, 21, 23, 25, 29-ácido hexaenoico)
El grupo carboxilo se encuentra al principio de la cadena, los grupos hidroxilo en las posiciones 20 y 27 y los 6 diferentes enlaces dobles en las posiciones 14,17, 21, 23, 25 y 29.

### ELV-N34
(16Z, 19Z, 22R, 23E, 25E, 27Z, 29S, 31Z)-22, 29-dihidroxitetra-triaconta-16, 19, 23, 25, 27, 31-ácido hexaenoico)
El grupo carboxilo se encuentra al principio de la cadena, los grupos hidroxilo en las posiciones 22 y 29 y los 6 diferentes enlaces dobles en las posiciones 16,19, 23, 25, 27 y 31.

## Biogénesis

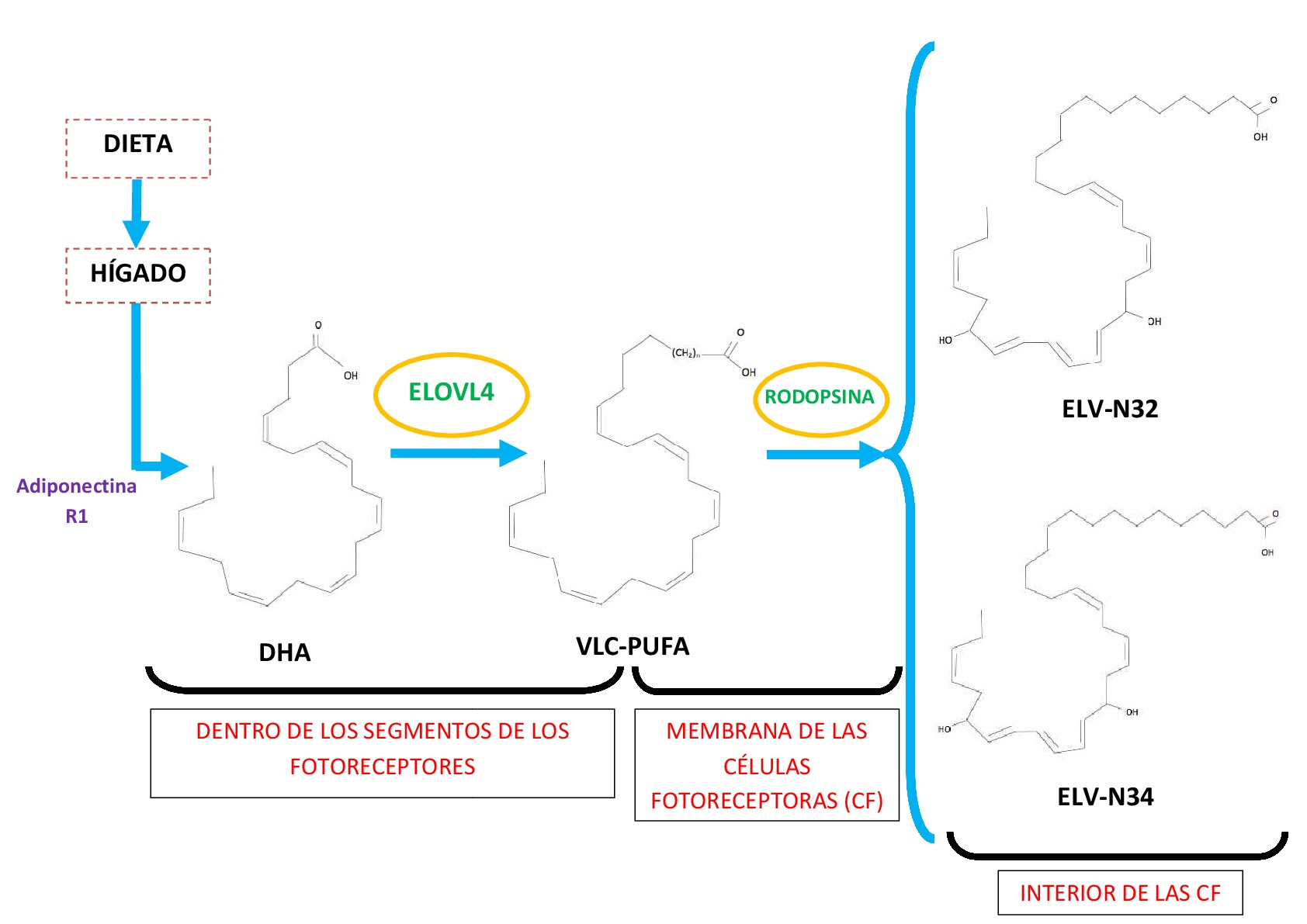
Ruta esquemática de la biogénesis de los elovanoides

Los elovanoide provienen de otros mediadores, precursores, lípidícos denominados ácido docosahexaenoico (DHA), también llamado docosanoide y presente en la retina. El DHA es un ácido graso formado por 22 carbonos y, mediante diferentes reacciones en las células fotoreceptivas, se forman los elovanoides.
 El DHA, obtenido por nuestra dieta, es transportado por el aparato digestivo hasta el hígado y a continuación suministrado a los tejidos, donde es recibido por la proteína Adiponectina R1.El receptor Adiponectina1 (Adipo R1), es la proteína responsable de incorporar el DHA ingerido a los segmentos internos de las células fotoreceptivas.
En las células fotoreceptoras, mediante la proteína ELOVL4, se produce la elongación de estos lípidos a ácidos grasos poliinsaturados de cadena muy larga de cadena de 26 carbonos, los cuales son introducidos en fosfolípidos, llamados fosfatidilcolina, situados en discos de la membrana de las mismas células.
Estos fosfolípidos, una vez renovados, interaccionan con la proteína transmembranal rodopsina y a través de procesos fagocitarios y evacuación del grupo colina los ácidos grasos poliinsaturados de cadena muy larga, pasan a ser parte de las células epiteliales (hRPE).Una vez liberados, los ácidos grasos poliinsaturados de cadena muy larga C32:6 y C34:6 producen sus dos grupos hidroxilo, a partir de un grupo hidroperoxil, llegando así a su estructura y conformación definitiva.
Siendo un derivado, y como su estructura se diferencia en el tamaño de la cadena y un grupo hidroxilo de más, tienen un proceso de sintetización propio y natural en la retina y diferentes características y propiedades, tanto fisiológicas como químicas.

## Localización
Los dos tipos de elovanoides se localizan en el cerebro.Como se mencionó anteriormente,trabajando con células de la corteza cerebral que contenían gran cantidad de ácidos grasos poliinsaturados de cadena muy larga se llegó a la conclusión de que los elovanoides constituyen un mecanismo de señalización prohomeostático y neuroprotector ,que se pone en marcha cuando se produce la interrupción de la homeostasis celular por causas como carencias de oxígeno, de glucosa, estrés oxidativo, etc, episodios asociados con lesiones cerebrales y enfermedades neurodegenerativas como la epilepsia o el Parkinson entre otras. Incluso se conocen las concentraciones necesarias para que los elovanoides actúen como protectores neuronales, ya que son capaces de superar los efectos nocivos de estos episodios en los que las concentraciones de oxígeno o glucosa no son las adecuadas, protegiendo así a las neuronas de posibles daños irreversibles.Esto se explica con más detalle en el apartado Función.

## Función
Los elovanoides son los primeros mensajeros químicos bioactivos constituidos por omega 3 y se liberan como respuesta a daños celulares o situaciones que se presentan como desfavorables para la supervivencia de las células. Sus características principales son la potente acción neuroprotectora, la especificidad celular, la relación con las células PRC y RPE, que es necesaria para la visión, el hecho de derivar de ácidos grasos poliinsaturados de cadena muy larga y de tener ácidos grasos precursores.
Su función es, predominantemente, la de protección y mantenimiento del epitelio pigmentar de la retina (RPE), una monocapa de células pigmentadas hexagonales localizada en el exterior de la retina y responsable de la nutrición de las células visuales. Lo que permite proceder a una distinción entre los elovanoides y otras formas de citoprotectores endógenos es el hecho de que estos contienen e implican una especie molecular de fofolípidos dotados de cadenas de acil - precursores de lípidos neuroprotectores.
Cuando ocurre un desequilibrio entre la producción de especies reactivas del oxígeno y la capacidad de un sistema biológico de decodificar rápidamente los reactivos intermedios o reparar el daño resultante - estrés oxidativo - se produce muerte neuronal, retinal y celular, ya que el epitelio y la retina están bajo estrés constante, lo que perturba la homeostasis y desencadena la señalización pro-homeostática en las células del RPE y las células fotorreceptoras. A menudo, esta situación culmina en el desarrollo de enfermedades degenerativas de la retina, como la enfermedad de Stargardt.
En este sentido, los elovanoides surgen como un nuevo mediador celular endocrino prohomeostático, precursor de los docosanos, conocidos por su actividad neuroprotectora y bioactividad prohomeostática, que previenen esta situación. Los elovanoides son precisamente el mecanismo de señalización de las especies moleculares de fosfatidilcolina que inducen la liberación de cadenas de acil en C1 y C2 cuando el organismo se enfrenta a estrés oxidativo. 
Una vez que se escinden del precursor y se forma la molécula, interactúan de forma compacta, uniéndose a sitios específicos (ya que tienen especificidad celular). 
Después de haberse formado, en la retina por ejemplo, los elovanoide son liberados de forma muy rápida al medio extracelular, revelando bioactividad autocrina y paracrina y actuando en proteínas alvo responsables por la escisión de las células sujetas a condiciones adversas: son moléculas que ayudan a integrar la bioactividad pro homeostática celular entre el RPE y las células fotorreceptoras, siendo su presencia fundamental en la corrección de mutaciones que puedan ocurrir en componentes proteicos de las células fotorreceptoras.

## Aplicación
Estudios recientes exponen que los elovanoides se activan protegiendo células neuronales y retinales de una privación de oxígeno, llamada estrés oxidativo no compensado (USO), de la privación de glucosa (ODG), y de la excitotoxicidad a través del receptor NMDA, así mismo como en el accidente cardiovascular isquémico experimental, epilepsia, Parkinson, lesión cerebral traumática y otras enfermedades neurodegenerativas.
El equipo de investigación descubrió que los elovanoides redujeron el área cerebral dañada en un accidente cardiovascular, y además iniciaron mecanismos de reparación y recuperación neurológica. Experimentalmente, 1 hora después de 2 horas de isquemia por oclusión de la arteria cerebral media, los dos tipos de elovanoides han reducido los volúmenes de infarto, disminuyendo la unidad neurovascular y promoviendo la supervivencia celular.
Igualmente, el equipo observó que la retina debe de necesitar elovanoides para conservar la integridad funcional y mantener la visión debido a las mutaciones que se producen en la enzima elongasa, responsable de catalizar la biosíntesis de ácidos grasos poliinsaturados de cadena muy larga, causa hereditaria de la degeneración macular juvenil, pérdida de visión central y la retina periférica en la enfermedad de Stargardt, que es autosómica dominante.
Otras mutaciones en una la enzima elongasa clave, llamada elongasa 4 de ácidos grasos de cadena muy larga, o ELOVL4, provocan defectos en el desarrollo nervioso, convulsiones, hiperexcitabilidad, y disfunción en las neuronas de la capa subgranular de la circunvolución dentada en el hipocampo. Resumiendo, mutaciones en el ELOVL4 en del lóbulo medial en el sistema nervioso central provocan epilepsia y el desarrollo de una ictiosis neuronal; condición hereditaria caracterizada por espasticidad, piel escamosa y discapacidad visual.
Además, los elovanoides se caracterizan por su larga longitud, hecho que podría ser la clave de su potencia ya que esto debe de permitirles unirse durante más tiempo a los receptores de las células para estimular la supervivencia celular. Aun así, el DHA, que es el presursor de los docosanoides, es abundante en la retina y promueve la estabilidad y equilibrio celular.
Por consiguiente, el papel de los elovanoides podría implicar nuevos efectos terapéuticos para las enfermedades degenerativas de la retina en el campo de la oftalmología, pero también en neurología.
Los elovanoides suponen un mecanismo de señalización para la disfunción sináptica, como el autismo o la esclerosis lateral amiotrófica. Asimismo, este descubrimiento supone un avance en la comprensión de la complejidad del cerebro ante la adversidad de las enfermedades neurodegenerativas como el Parkinson o el Alzheimer.